# Нунжессер
«Нунжессер» (фр. Stade Nungesser) — многофункциональный стадион в городе Валансьен, Франция. До июля 2011 года использовался для проведения домашних футбольных матчей команды «Валансьен». Вместимость стадиона составляет 16 547 зрителей.

## История
Стадион был построен в 1930 году из подручных средств. Арена носит имя летчика-аса Шарля Нунжессера, который провёл детство в Валансьене.
На стадионе была одна трибуна, и огромное поле размером 110 х 65 метров. Под трибуной находились простые раздевалки без какого-либо комфорта. Год спустя произошла небольшая реконструкция, после которой вокруг поля был возведен велотрек. Когда футбольный клуб «Валансьен» поднялся в профессиональную лигу, его обязали вновь модернизировать стадион и построить нормальную трибуну. После того, как такая работа была завершена у футболистов появились теплые душевые и комфортные раздевалки.
Вместимость стадиона менялась несколько раз и варьировалась от 13 000 до 21 000 зрителей. В настоящее время «Нунжессер» вмещает 16 547 зрителей. Рекорд посещаемости стадиона был установлен 13 марта 1955 года на матче между командами «Валансьен» и «Седан»: он составляет 21 268 зрителей.
В 1992 году Лига 1 выпустила новые правила для стадионов, согласно которым вместимость стадиона должна составлять около 20 000 зрителей. Муниципалитет города предпринял строительство новой трибуны, расположенной за воротами. В связи с этим пришлось окончательно разобрать велосипедный трек. Новая трибуна имела вместимость 6 357 сидячих мест.
В 2011 году в Валансьене был построен новый стадион — «Стад дю Эно» с вместимостью 25 000 зрителей, на котором футбольный клуб «Валансьен» стал проводить свои домашние матчи.

## Транспорт
Стадион расположен в 2 км от железнодорожного вокзала города, который, в свою очередь, находится в противоположной части от центра города.
Также стадион обслуживается трамвайной линией А, ближайшая остановка называется «Нунжессер». Каждый болельщик имеет право бесплатно пользоваться трамваем, начиная за 2 часа до матча и заканчивая через 2 часа после матча. Главное условие: предъявить свой абонемент или билет на игру.
Стадион обладает двумя стоянками приблизительно на 2 000 мест, не считая доступных мест парковки на улице в окрестности стадиона.

## Галерея

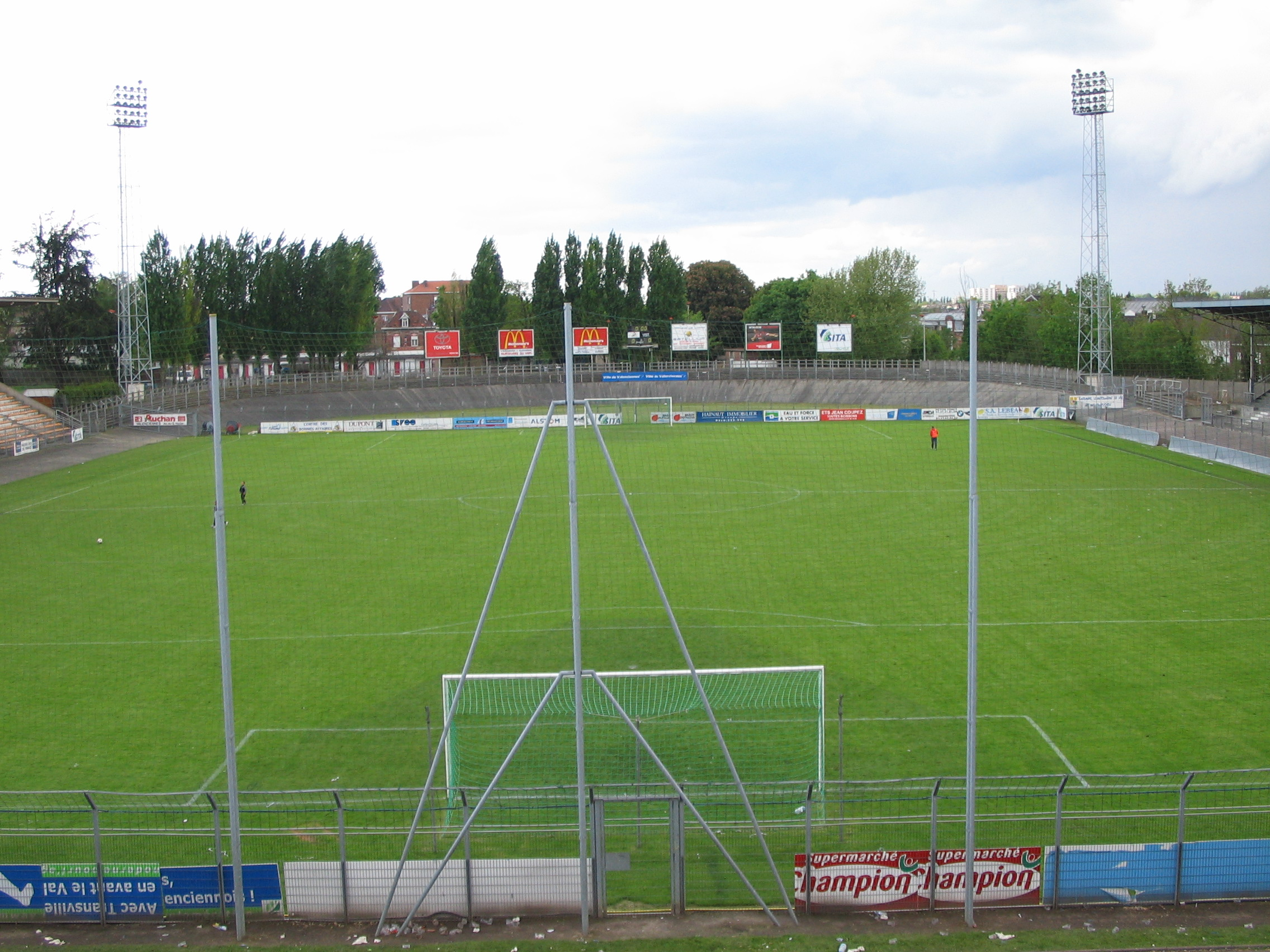
Общий вид стадиона
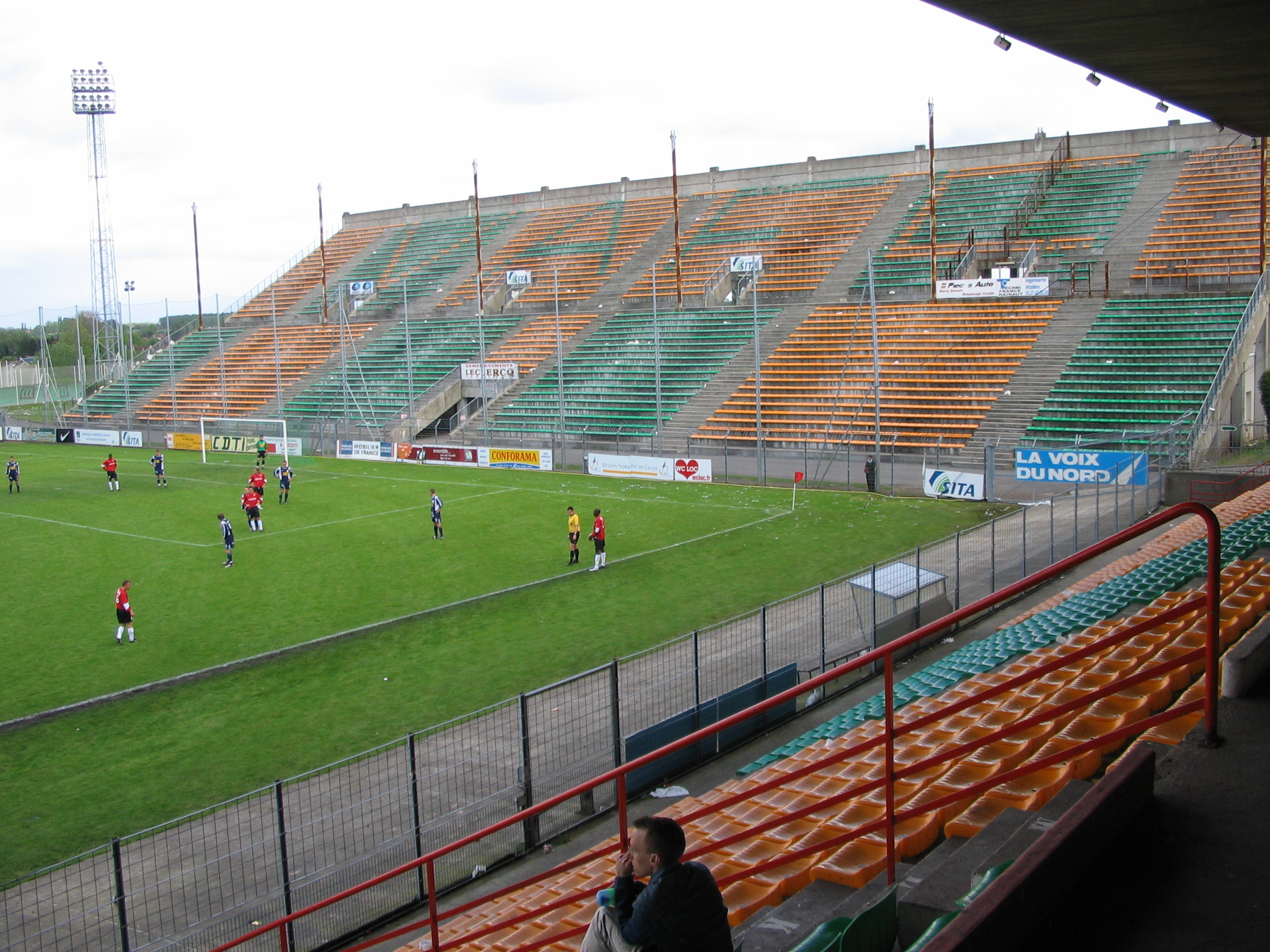
Фанатская трибуна
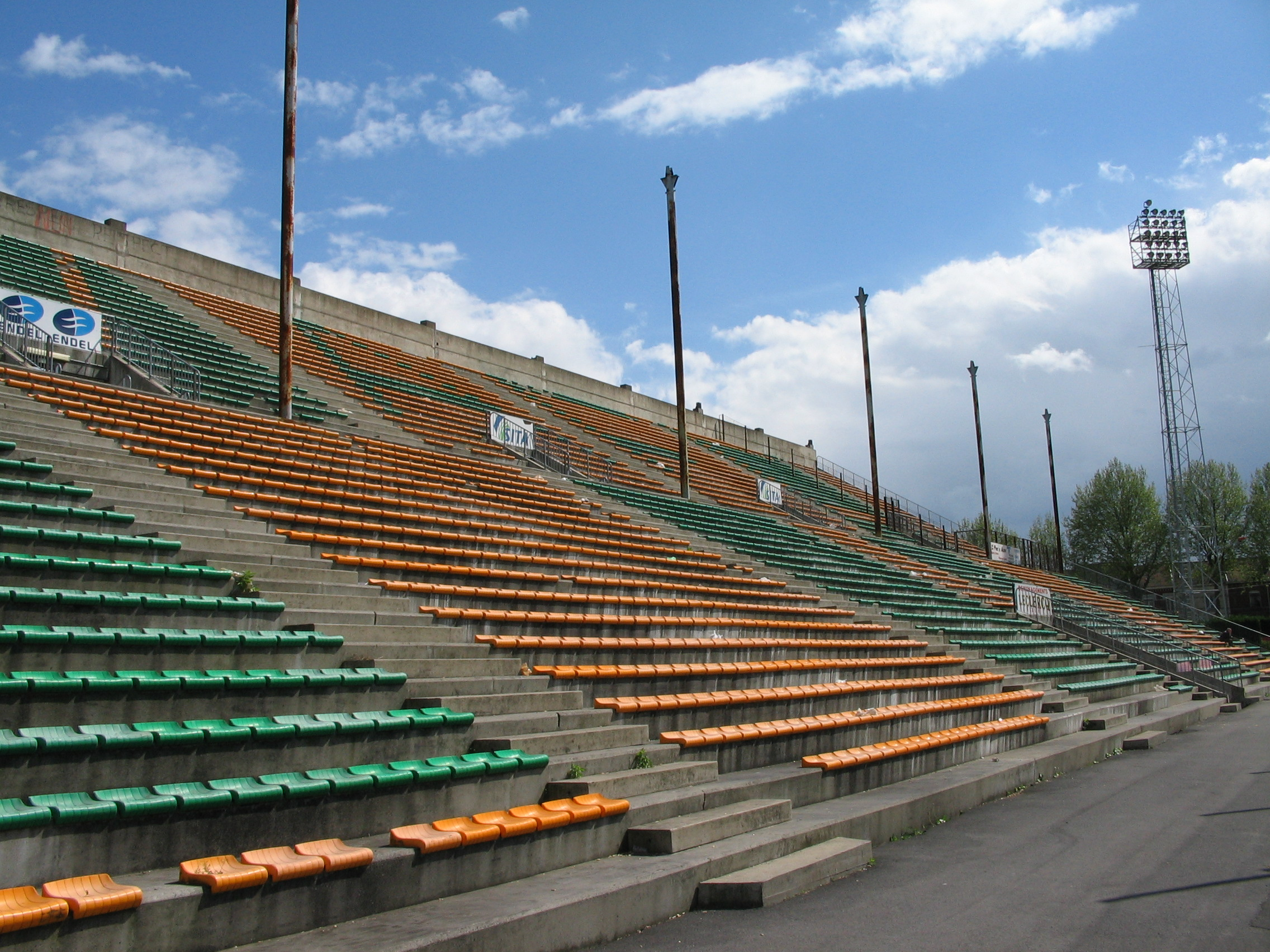
Центральная трибуна
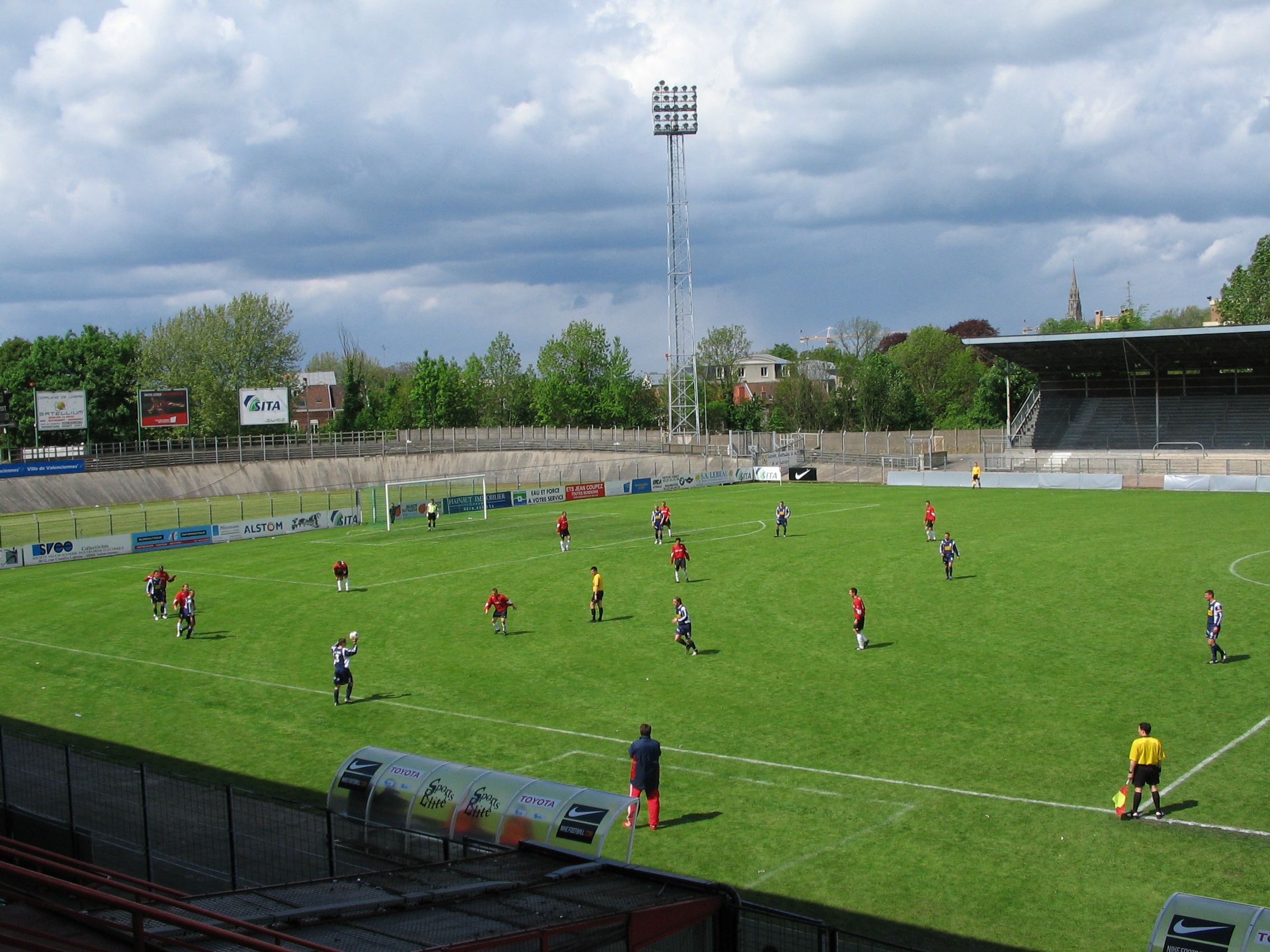
Вид с трибуны